# 喝!タルイバンド
喝！タルイバンド（Kats! TARUI BAND）は日本のロックバンド。70年代末、現役高校生によるパンクバンドとして結成された。
別名「ザ・バンカース！（the bankers!）」。略称「KTB」。

## 略歴
1977年7月、高校生だった垂井ひろし、進藤英俊らが、ラモーンズ、バズコックス、セックスピストルズなどパンクの影響を受けパンクバンドを結成。これが喝！タルイバンド（カツ！タルイバンド）のはじまり。
1978年7月、喝！タルイバンドに改名、パンクバンドとなる。ベース：惟住隆英加入。
1979年、六本木のS-Kenスタジオ、吉祥寺のマイナーなどで東京ロッカーズの周辺バンドとライブを行い、高校生のパンクバンドとして話題になる。
80年代になり、日本におけるパンクロックのありかたに対する違和感から、垂井はザ・フーやビートルズなど60年代英国ロックに傾倒、進藤はレゲエ、サンバ、アフリカンミュージックを好むようになる。また、メンバーをなかなか固定することができず、試行錯誤が続いたが、1981年夏、垂井がボーカルでベース、進藤がギター、鮎川豊がドラムのトリオ編成で固定、積極的なライブ活動を再開。
同年、国分寺GOK SOUND STUDIOで一発録りしたデモデープが評判となり、翌1982年、当時のマイナーレーベル、アスピリンレコードよりシングルEP『ダンスそうじき／赤い花咲く緑の丘に』をリリース。
同年末、リードボーカルで杏子加入。強力なボーカリストを得て、ライブハウスでの動員に拍車がかかった。
1983年、ドラムの鮎川が脱退し杉山靖幸が加入。
7月末で杏子が脱退、翌月よりバービーボーイズに加入し翌年メジャーデビュー 。杏子脱退後、後任ボーカルは探さず、垂井がボーカルを担当。キーボード兼ギターとして嘉多山信加入。
1984年3月、進藤が音楽活動から引退、嘉多山がギター専任、
以後、垂井、嘉多山、杉山のトリオがバンドの基本編成となる。
同年、NHK YMF 東京大会で金賞（グランプリ）受賞するも、翌年の全国大会には進めず。
1986年、EastWest 決勝大会（中野サンプラザ）にて入賞。
1987年、ザ・バンカース！（the bankers！）に改名。
1989年、たるい正太郎with the bankers!としてTBSイカ天に出場。在宅審査員賞、挑戦者に選ばれたがイカ天キングのフライングキッズに敗れる。
1990年、活動休止。1992年活動再開。
1997年、リードボーカルとしてタケイ歴宏加入。
1999年、バズエイプに改名。垂井脱退。2000年、バズエイプ解散。
2001年、垂井、嘉多山、杉山のトリオで喝！タルイバンド活動再開。キース・ムーン追悼などザ・フー・トリビュートイベントでは、旧名のザ・バンカース！を名乗っている。
2019年1月11日、インディーズレーベル Sea See Records よりCD『喝! TARUI BAND 1st』リリース。

## 作品

### シングル
| 発売日             | 面                 | タイトル           | 作詞               | 作曲               | 規格               | 規格品番           |
| アスピリンレコード | アスピリンレコード | アスピリンレコード | アスピリンレコード | アスピリンレコード | アスピリンレコード | アスピリンレコード |
| ------------------ | ------------------ | ------------------ | ------------------ | ------------------ | ------------------ | ------------------ |
| 1982年             | A                  | ダンスそうじき     | 進藤英俊           | 進藤英俊           | EP                 | JAC-208            |
| 1982年             | B                  | 赤い花咲く緑の丘に | 垂井寛・進藤英俊   | 垂井寛・進藤英俊   | EP                 | JAC-208            |

### アルバム
| 発売日        | タイトル           | レーベル        | 規格 | 規格品番  |
| ------------- | ------------------ | --------------- | ---- | --------- |
| 2019年1月11日 | 喝! TARUI BAND 1st | Sea See Records | CD   | SSRS-1027 |

## メンバー
- 垂井ひろし（たるいひろし、1961年7月27日 -）ボーカル・ベース　通称「たるい正太郎」「ロッキン画伯」
1978年、進藤英俊、加茂大治と喝タルイバンド結成。最初はサイドギター担当。加茂脱退でリードボーカルを担当する。1980年、ギターからベースに転向。墨でF1などモータースポーツを描くイラストレーターとしても知られている。
- 嘉多山信（かたやままこと、1963年10月4日 - ）ギター・ボーカル　通称「がっちゃん」
1983年キーボード兼ギターとして加入。翌年、進藤引退後はギター専任。喝！タルイバンドではエレキギターだが、アコースティックギターの名手として知られていて、様々なアーチストのツアーやレコーディングで活動中。
- 杉山靖幸（すぎやまやすゆき、1963年11月27日 -）ドラム・ボーカル　通称「STICK」「スティック」
1983年鮎川の後任として加入。1987年ザ・レッズに加入してメジャーデビュー。以後、喝！タルイバンドで活動しつつ、Bicycle、G-Strings、Powdersなどでも活動。

## 元メンバー
- 進藤英俊（しんどうひでとし、1961年 - ）ギター
結成時メンバー。1984年音楽活動から引退。
- 加茂大治（かもだいじ、1961年 - ）リードボーカル
結成時メンバー。1979年脱退。
- 惟住隆英（これすみたかひで、1962年 - ）ベース、ボーカル
結成時にベースで参加。一時期活動から離れていたが、1982年リードボーカルで復帰、同年脱退。
- 片岡理（かたおかおさむ、1959年 - 2006年）ベース
1980年、一時休業の惟住の後任ベーシストとして加入。翌年病気にて郷里に帰る。回復後はスラッヂのギタリストとして活動。
- 鮎川豊（あゆかわゆたか）ドラム
1980年加入、1983年脱退。
- 杏子（きょうこ、1960年 - ）リードボーカル
1982年末、惟住の後任として加入。1983年脱退、バービーボーイズに加入し翌年メジャーデビュー。
- 武井和蘭（exタケイ歴宏、たけいわらん、1974年 - ）リードボーカル
1997年加入。2000年バズエイプ解散まで在籍